# Lionel Bony de Castellane
Lionel Bony de Castellane (Gardegan-et-Tourtirac, 28 settembre 1891 – Béziers, 29 novembre 1965) è stato uno schermidore francese, vincitore di una medaglia d'argento nella scherma ai giochi olimpici.